# پناهگاه حیات وحش خارو
پناهگاه حیات وحش خارو یک پناهگاه حیات وحش با مساحت ۳۲۷۰۰۰ هکتار است که در استان اصفهان در ایران قرار دارد. این پناهگاه حیات وحش طبق مصوبهٔ شمارهٔ ۶۱۶ در تاریخ ۹۸/۱۰/۱۵ در فهرست مناطق تحت حفاظت سازمان محیط زیست ایران قرار گرفت.